# Parc des sports de Stožice
Pour les articles homonymes, voir Parc des Sports.
 (janvier 2017).
Si vous disposez d'ouvrages ou d'articles de référence ou si vous connaissez des sites web de qualité traitant du thème abordé ici, merci de compléter l'article en donnant les références utiles à sa vérifiabilité et en les liant à la section « Notes et références ».
Le Parc des Sports de Stožice (en slovène : Športni Park Stožice) est un complexe multisports et de loisirs situé à Ljubljana, Slovénie, comprenant un stade, une arène couverte et un centre commercial. Le stade est essentiellement utilisé pour des matchs de football, l'arène à la fois pour le handball, le volley-ball et le basket-ball. D'autres évènements sportifs ponctuels (de boxe notamment) ou culturels (l'arène a accueilli des concerts de Leonard Cohen et Joe Cocker) sont également prévus dans l'arène du Športni Park Stožice.
Le complexe prévoit également un centre commercial souterrain pour lequel le délai de construction s'achève en 2011.
D'autres équipements sont en cours de construction, parmi lesquels :
- Vélodrome et piste d'athlétisme
- Piste de ski de fond
- Skatepark
- Espace vert de loisirs

## Stade (Stadion Stožice)

### Matchs de l'équipe nationale de football de Slovénie
| Date             | Compétition       | Adversaire | Résultat | Spectateurs |
| ---------------- | ----------------- | ---------- | -------- | ----------- |
| 11 août 2010     | Amical            | Australie  | 2 - 0    | 16 155      |
| 8 octobre 2010   | Qualif. Euro 2012 | Îles Féroé | 5 - 0    | 15 750      |
| 17 novembre 2010 | Amical            | Géorgie    | 1 - 2    |             |
| 25 mars 2011     | Qualif. Euro 2012 | Italie     | 0 - 1    | 16 000      |
| 10 août 2011     | Amical            | Belgique   | 0 - 0    | 12 230      |
| 2 septembre 2011 | Qualif. Euro 2012 | Estonie    | 1 - 2    | 14 000      |

## Arène (Arena Stožice)

### Événements sportifs
| Date         | Match            | Évènement   | Compétition | Résultat | Spectateurs |
| ------------ | ---------------- | ----------- | ----------- | -------- | ----------- |
| 10 août 2010 | Slovénie Espagne | basket-ball | Amical      | 72-79    | 12.500      |